# Leḩāq
Leḩāq (persiska: لحاق) är en ort i Iran.   Den ligger i provinsen Ardabil, i den nordvästra delen av landet, 400 km nordväst om huvudstaden Teheran. Leḩāq ligger 1 119 meter över havet och antalet invånare är 405.
Terrängen runt Leḩāq är kuperad åt sydost, men åt nordväst är den platt. Terrängen runt Leḩāq sluttar norrut.Runt Leḩāq är det ganska tätbefolkat, med 139 invånare per kvadratkilometer. Närmaste större samhälle är Lārī, 5,1 km sydväst om Leḩāq. Trakten runt Leḩāq består i huvudsak av gräsmarker.